# Henk van Ettekoven
Henk van Ettekoven (Ede, 1937 –) holland nemzetközi labdarúgó-játékvezető.

## Pályafutása

### Nemzetközi játékvezetés
A Holland labdarúgó-szövetség Játékvezető Bizottsága (JB) 1978-ban terjesztette fel nemzetközi játékvezetőnek, a Nemzetközi Labdarúgó-szövetség (FIFA) bíróinak keretébe. Több nemzetek közötti válogatott és klubmérkőzést vezetett. A holland nemzetközi játékvezetők rangsorában, a világbajnokság-Európa-bajnokság sorrendjében többedmagával a 31. helyet foglalja el 1 találkozó szolgálatával. Az aktív nemzetközi játékvezetéstől 1987-ben a FIFA 50 éves korhatárát elérve búcsúzott.

#### Európa-bajnokság
Az európai-labdarúgó torna döntőjéhez vezető úton Német Szövetségi Köztársaságba a VIII., az 1988-as labdarúgó-Európa-bajnokságra az UEFA JB játékvezetőként foglalkoztatta.
| Időpont           | Helyszín                      | Mérkőzés típusa           | Mérkőzés        | Eredmény | Nézők száma |
| ----------------- | ----------------------------- | ------------------------- | --------------- | -------- | ----------- |
| 1987. február 18. | Hampden Park Stadion, Glasgow | előselejtező (7. csoport) | Skócia–Írország | 0 : 1    | 45 081      |